# Eric Harrison
Eric Harrison Jr., né le 18 février 1999 à Washington aux États-Unis, est un athlète trinidadien, spécialiste des épreuves de sprint.

## Biographie
Sous les couleurs des États-Unis, il remporte trois médailles lors des championnats du monde juniors : le bronze sur 100 m et sur 200 m et l'or au titre du relais 4 × 100 m.
Il est autorisé à concourir sous les couleurs de Trinité-et-Tobago à partir du 15 juillet 2021.
Il remporte la médaille d'argent du relais 4 × 100 m lors des Championnats d'Amérique du Nord, d'Amérique centrale et des Caraïbes d'athlétisme 2022 et des Jeux du Commonwealth de 2022, et la médaille d'or du 4 × 100 m aux Jeux d'Amérique centrale et des Caraïbes 2023.

## Palmarès
| Date                              | Compétition                              | Lieu         | Résultat | Épreuve   | Temps   |
| --------------------------------- | ---------------------------------------- | ------------ | -------- | --------- | ------- |
| Concourant pour les États-Unis    |                                          |              |          |           |         |
| 2018                              | Championnats du monde juniors            | Tampere      | 3e       | 100 m     | 10 s 22 |
| 2018                              | Championnats du monde juniors            | Tampere      | 3e       | 200 m     | 20 s 79 |
| 2018                              | Championnats du monde juniors            | Tampere      | 1er      | 4 × 100 m | 38 s 88 |
| Concourant pour Trinité-et-Tobago |                                          |              |          |           |         |
| 2022                              | Championnats NACAC                       | Freeport     | 2e       | 4 × 100 m | 38 s 94 |
| 2022                              | Jeux du Commonwealth                     | Birmingham   | 2e       | 4 × 100 m | 38 s 70 |
| 2023                              | Jeux d'Amérique centrale et des Caraïbes | San Salvador | 1er      | 4 × 100 m | 38 s 30 |
| 2023                              | Jeux panaméricains                       | Santiago     | 4e       | 4 × 100 m | 39 s 54 |

## Records
| Épreuve    | Performance | Lieu           | Date         |
| ---------- | ----------- | -------------- | ------------ |
| 100 mètres | 10 s 08     | Port-d'Espagne | 25 juin 2022 |
| 200 mètres | 20 s 18     | Eugene         | 8 juin 2022  |